# Santuario Histórico Bosque de Pómac
Das Santuario Histórico Bosque de Pómac ist ein nationales Schutzgebiet in Nordwest-Peru in der Region Lambayeque. Es wurde am 1. Juni 2001 eingerichtet. Verwaltet wird es von der staatlichen Naturschutz-Agentur Servicio Nacional de Areas Naturales Protegidas por el Estado (SERNANP). Das Areal besitzt eine Fläche von 58,87 km². Es entspricht der IUCN-Kategorie III, vergleichbar einem Naturdenkmal in Deutschland. Das Santuario Histórico Bosque de Pómac dient der Erhaltung einer einzigartigen Kulturlandschaft mit dem namengebenden tropischen Trockenwald Bosque de Pómac. bosque bedeutet „Wald“. In dem Schutzgebiet befindet sich ein archäologischer Komplex der Sicán-Kultur bestehend 36 Pyramiden.

## Lage
Das Schutzgebiet befindet sich im Distrikt Pítipo der Provinz Ferreñafe. Der Río La Leche durchquert das Gebiet in westlicher Richtung.
Das Areal lässt sich durch folgende Koordinaten grob beschreiben:
(,
,
,
,
,
).

## Ökosystem
Zur Fauna im Schutzgebiet gehören 89 Vogelarten, darunter der Graubrust-Pflanzenmäher (Phytotoma raimondii), die Stolzmannschwalbe (Tachycineta stolzmanni), der Rötelschopftyrann (Myiarchus semirufus), der Schwarzzügelibis (Theristicus melanopis), die Rostbauchamazilie (Amazilia amazilia), der Inkatriel (Burhinus superciliaris), der Weißbauchtöpfer (Furnarius cinnamomeus), der Weißschwanz-Blaurabe (Cyanocorax mystacalis), der Dickschnabel-Grautangare (Piezorina cinerea), der Kaninchenkauz (Athene cunicularia), der Linienspecht (Dryocopus lineatus), der Wüstenbussard (Parabuteo unicinctus), der Weißschwingentrupial (Icterus graceannae), der Buschstärling (Dives warczewiczi), der Rubintyrann (Pyrocephalus rubinus), die Safrangilbtangare (Sicalis flaveola) und der Küstenzaunkönig (Cantorchilus superciliaris). Zu den Säugetieren im Gebiet zählen der Colocolo (Leopardus colocolo) und Oligoryzomys arenalis aus der Gattung der Zwergreisratten. Zu den Reptilien im Areal gehören Bothrops barnetti, eine Art der Amerikanischen Lanzenottern, und Ortons Boa (Boa constrictor ortonii), eine Unterart der Abgottschlange.
Zur Flora im Schutzgebiet gehören Prosopis pallida, Acacia macracantha, Capparis angulata und Pithecellobium multiflorum.